# Banque des pays du Nord
Banque des pays du Nord var en bank i Paris, grundad 1911 av banker och företagare i Norden med finansiella intressen i Frankrike, från svensk sida bland annat Stockholms Enskilda Bank. 1943 uppgick Banque de pays du Nord i Banque de l'Union européenne industrielle et financière.